# Lacul Siutghiol (sit SPA)
Lacul Siutghiol este o arie protejată (arie de protecție specială avifaunistică — SPA) din România întinsă pe o suprafață de 1.858,8 ha, integral pe uscat.

## Localizare
Situl se întinde pe teritoriul administrativ al municipiului Constanța și pe cele ale orașelor Năvodari și Ovidiu din județul Constanța. Centrul sitului Lacul Siutghiol este situat la coordonatele 44°15′08″N 28°36′03″E / 44.252119°N 28.600833°E.

## Înființare
Situl Lacul Siutghiol a fost declarat arie de protecție specială avifaunistică (ROSPA0057) în octombrie 2007 pentru a proteja mai multe specii avifaunistice.

## Biodiversitate
Situată în ecoregiunea stepică (1%) a Dobrogei și cea pontică (99%) a litoralului Mării Negre, aria protejată nu include niciun habitat protejat.
La baza desemnării sitului se află 62 specii de păsări protejate la nivel european sau aflate pe lista roșie a IUCN, astfel: fluierar de munte (Actitis hypoleucos), pescăruș albastru (Alcedo atthis), rață sulițar (Anas acuta), rață lingurar (Anas clypeata), rață mică (Anas crecca), rață mare (Anas platyrhynchos), rață cârâitoare (Anas querquedula), rață fluierătoare (Anas penelope), rață pestriță (Anas strepera), gârliță mare (Anser albifrons), gâscă de vară (Anser anser), fâsă de câmp (Anthus campestris), stârc cenușiu (Ardea cinerea), stârc roșu (Ardea purpurea), rață cu cap castaniu (Aythya ferina), rață roșie (Aythya nyroca), rață moțată (Aythya fuligula), buhai de baltă (Botaurus stellaris), gâscă cu gât roșu (Branta ruficollis), rață sunătoare (Bucephala clangula), prundaș nisipar (Calidris alba), fugaci roșcat (Calidris ferruginea), fugaci mic (Calidris minuta), prundaș gulerat mic (Charadrius dubius), chirighiță-cu-obraz-alb (Chlidonias hybridus), chirighiță-cu-aripi-albe (Chlidonias leucopterus), chirighiță neagră (Chlidonias niger), barză albă (Ciconia ciconia), erete de stuf (Circus aeruginosus), lebădă de vară (Cygnus olor), egretă mică (Egretta garzetta), muscar (Ficedula parva), lișiță (Fulica atra), cufundar polar (Gavia arctica), cufundar mic (Gavia stellata), codalb (Haliaeetus albicilla), stârc pitic (Ixobrychus minutus), sfrâncioc roșiatic (Lanius collurio), sfrânciocul cu frunte neagră (Lanius minor), sfrâncioc mare (Lanius excubitor), pescăruș argintiu (Larus cachinnans), pescăruș râzător (Larus ridibundus), pescăruș sur (Larus canus), pescăruș negricios (Larus fuscus), pescăruș cu cioc subțire (Larus genei), pescăruș cu cap negru (Larus melanocephalus), pescăruș mic (Larus minutus), ferestraș mic (Mergus albellus), ferestraș moțat (Mergus serrator), rață cu ciuf (Netta rufina), rață cu cap alb (Oxyura leucocephala), pelican comun (Pelecanus onocrotalus), cormoran mare (Phalacrocorax carbo), cormoran mic (Phalacrocorax pygmeus), corcodel mare (Podiceps cristatus), corcodel cu gât negru (Podiceps nigricollis), chiră de baltă (Sterna hirundo), chiră mică (Sterna albifrons), chiră de mare (Sterna sandvicensis), corcodel mic (Tachybaptus ruficollis), călifar alb (Tadorna tadorna) și fluierarul cu picioare roșii (Tringa totanus).